# Juan Diego Alba
Juan Diego Alba Bolívar (Tuta, 11 settembre 1997) è un ciclista su strada colombiano che corre per il team Nu Colombia.

## Palmarès

### Strada
- 2018 (Coldeportes Zenú, due vittorie)

4ª tappa Vuelta a Antioquia (Remedios > Barbosa)
4ª tappa Vuelta a Boyacá (Nobsa > Boavita)
- 2019 (Coldeportes Zenú, una vittoria)

6ª tappa Giro d'Italia Under-23 (Aprica > Aprica)
- 2023 (Movistar-Best PC, due vittorie)

4ª tappa Vuelta Bantrab  (Patulul > San Lucas Tolimán)
Classifica generale Vuelta Ciclista a Costa Rica

#### Altri successi
- 2024 (Best PC)

1ª tappa Clásica Nacional de Ciclismo Ciudad de Fusagasugá  (Fusagasugá > Fusagasugá, cronometro)
Classifica generale Clásica COAC San Gabriel - Cinecable

## Piazzamenti

### Classiche monumento
- Giro delle Fiandre

2020: ritirato
- Liegi-Bastogne-Liegi

2020: 96º
- Giro di Lombardia

2020: 84º